# 케리그마켈라
케리그마켈라(학명: Kerygmachela)는 그린란드 북부의 시리우스 파셋 라거슈테테에서 발견된 멸종한 케리그마켈라과 새엽족류에 속하는 동물로 캄브리아기 제3절에 출현하였다. 몸의 해부구조는 가까운 종인 팜브델루리온 휘팅토니(학명: Pambdelurion whittingtoni)와 닮아있으며, 방사치목과 진정절지동물의 해부구조와도 얼추 비슷했음을 보여준다. 속명 케리그마켈라는 그리스어로 설교, 선언, 포고를 뜻하는 '케리그마'(Kerygma)와 발톱을 뜻하는 그리스어 '켈라'(Gr. chela)의 합성어로, 이색적인 전방부속기의 생김새 때문에 명명되었다. 종소명은 '키르케고르디'로 덴마크의 철학자인 쇠렌 키르케고르(Søren Kierkegaard)의 성에서 따왔다.

## 해부적 특징

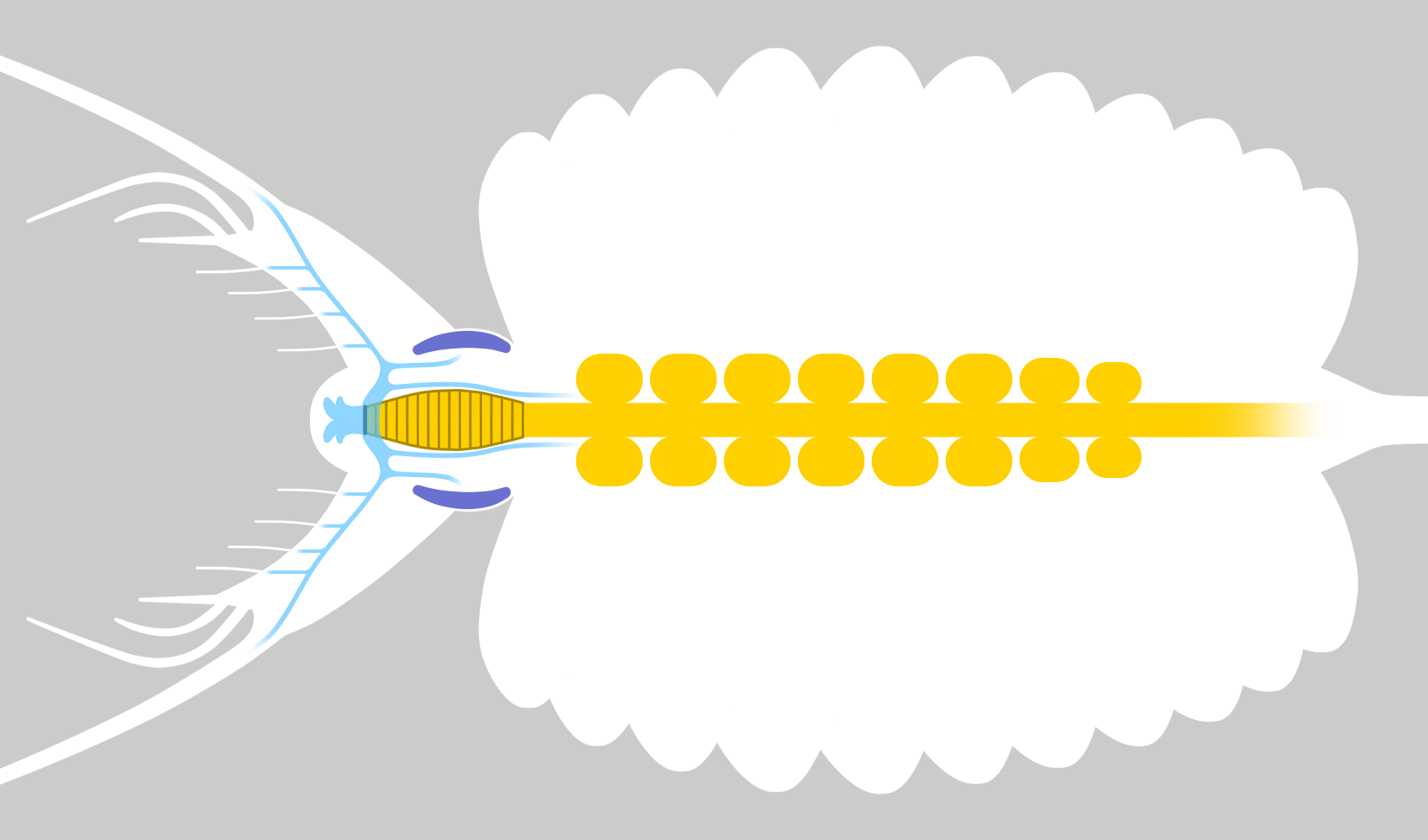
케리그마켈라의 눈(진한 파랑), 뇌(연한 파랑), 소화기관(노랑).

케리그마켈라의 머리는 다른 공하류나 시베리온 엽족류들와는 달리 잘 발달한 한 쌍의 전방부속지가 달린다. 전방부속지의 각 끝에는 길다란 가시가 여럿이 나 있다. 슬릿 형태의 매끄러운 겹눈 한 쌍은 전방부속지 기부보다 약간 뒤에 위치한다. 앞을 향한 작은 입은 머리 아래에 위치하며 한 쌍의 작은 침 구조물을 가지고 있다. 또, 크기가 작고 눈으로 보이는 구조물을 지지하고 있는 중엽 형태의 돌출부를 가지고 있다.(가운뎃눈) 몸통은 11개의 마디로 구성되어 있으며, 마디마다 등아가미와 비슷한 주름이 있는 옆지느러미가 한 쌍씩 붙어 있으며, 또한 마찬가지로 마디마다 작은 혹 구조물 네 개가 윗부분에 달린다. 과거에 11쌍의 작은 다리(엽족)들이 지느러미 바로 아래에 있는 것으로 확신하였지만 추가 연구에 따르면 엽족은 존재하지 않아 보여, 대신 이 지느러미가 조상의 엽족에서 유래한 것으로 보고 있다. 몸통의 끝에는 과거 마디 진 꼬리털 한 쌍으로 보기도 했던 하나의 뻣뻣한 꼬리가시가 달린다.
케리그마켈라는 체내에 잘 발달한 인두와 중장을 가지고 있는데, 중장은 소화샘 8쌍이 연결되어 있으며 절지동물의 것과 유사하다. 뇌는 중엽, 눈, 전방부속지로 확장된 신경 가지이다. 전대뇌(가장 앞쪽에 있는 뇌신경절)만이 뇌 부위에서 두드러지게 나타나 다른 모든 머리신경은 전대뇌의 일부로 간주받는다. 한편으로 스탄레이카리스에 대한 후속 연구는 전방부속지의 신경절에서 중대뇌의 기원을 추정할 수 있다.

## 생태
케리그마켈라의 가시투성이 전방부속기는 이 동물이 포식자였을지도 모름을 시사하나, 화석표본에서는 이들 입의 크기가 대략 175mm 크기의 작은 입인 것으로 볼 때 케리그마켈라는 매우 작은 먹잇감에 한했을 것으로 보인다.

## 같이 보기
- 절지동물
- 아노말로카리스

## 더 읽어보기
- Budd, G. E. (1999). “The morphology and phylogenetic significance of Kerygmachela kierkegaardi Budd (Buen Formation, Lower Cambrian, N Greenland)”. 《Transactions of the Royal Society of Edinburgh》 89 (4): 249–290. doi:10.1017/S0263593300002418. S2CID 85645934.